# Magden
Magden (toponimo tedesco) è un comune svizzero di 3 934 abitanti del Canton Argovia, nel distretto di Rheinfelden.

## Monumenti e luoghi d'interesse

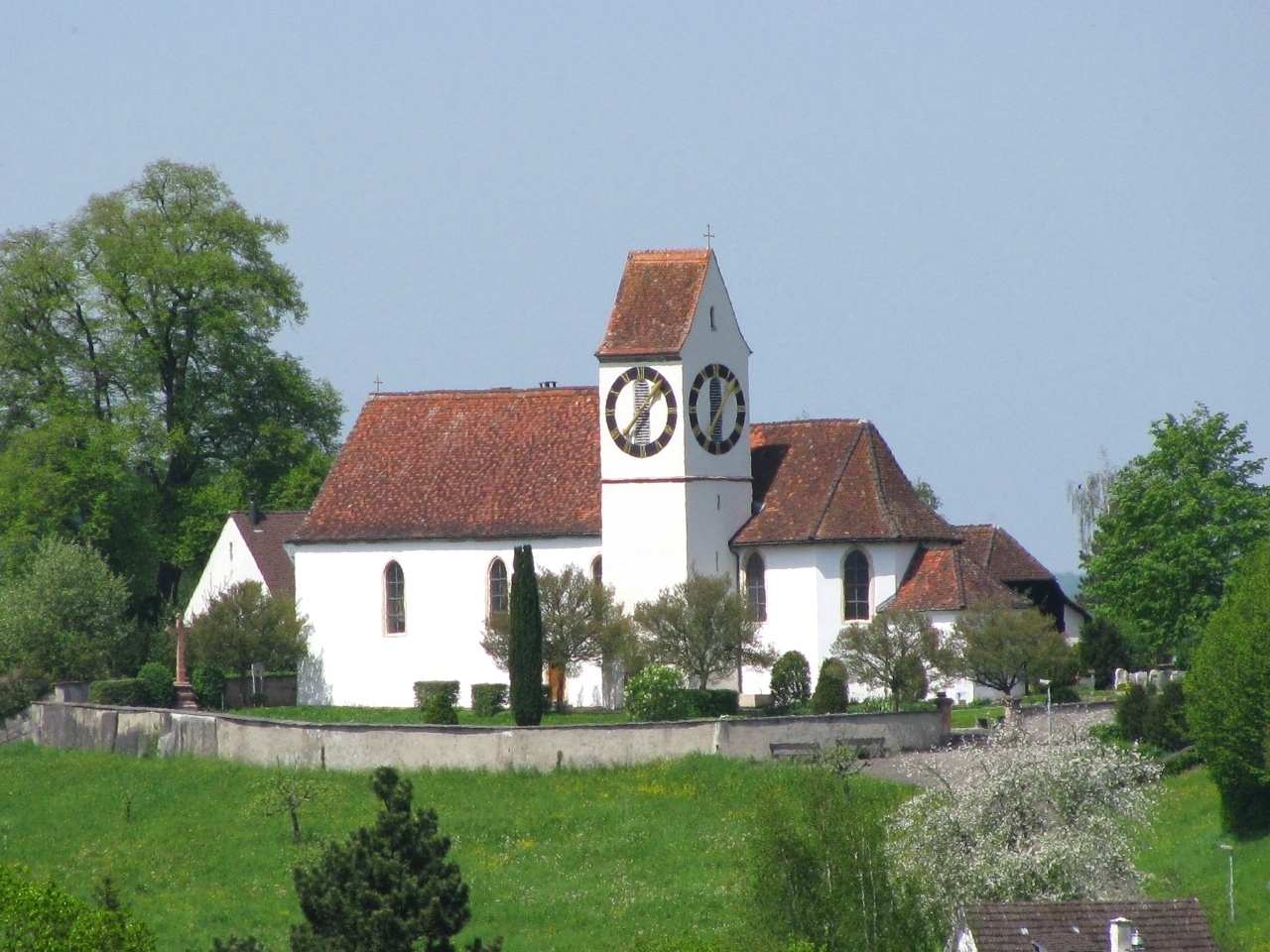
La chiesa cattolica cristiana di San Martino

- Chiesa cattolica cristiana di San Martino, attestata dal 1036 e ricostruita nel 1620[1].

## Società

### Evoluzione demografica
L'evoluzione demografica è riportata nella seguente tabella:
Abitanti censiti

## Amministrazione
Ogni famiglia originaria del luogo fa parte del cosiddetto comune patriziale e ha la responsabilità della manutenzione di ogni bene ricadente all'interno dei confini del comune.